# Марианская колонна (Староместская площадь)
Марианская колонна на Староместской площади (чеш. Mariánský sloup na Staroměstském náměstí ) в Праге — реконструкция оригинальной Марианской колонны XVII века, возведена в 2020 году. Первая колонна в стиле раннего барокко была построена по приказу императора Фердинанда III Габсбурга в честь победы над шведскими войсками, штурмовавшими Прагу в 1648 году. Как символ Австро-Венгерской империи, была снесена в 1918 году во время демонстрации против правления Габсбургов.

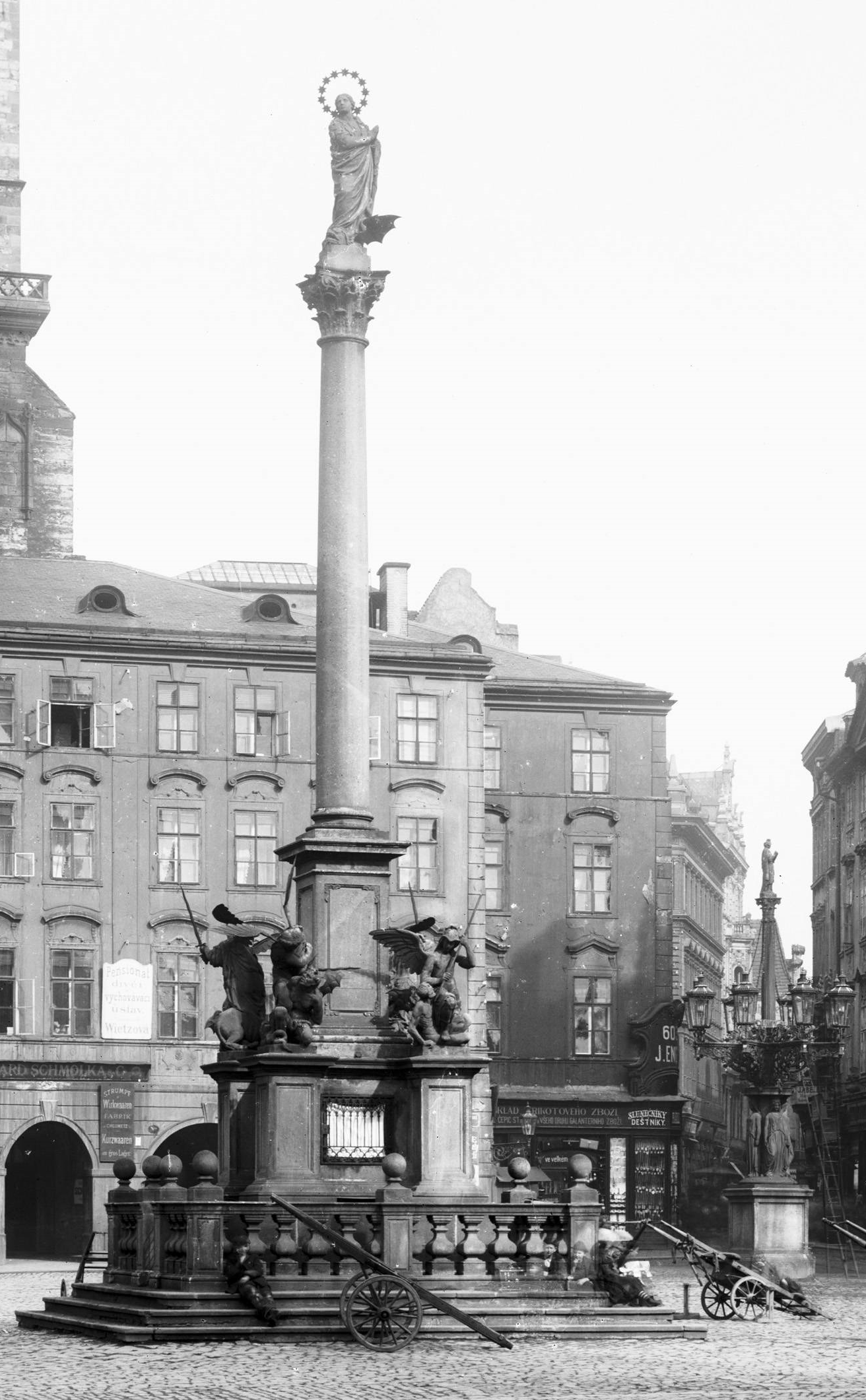
Оригинальная колонна в начале XX века, фото Йиндржиха Эккерта.

Оригинальная колонна на Староместской площади была возведена в 1650 году по приказу императора Фердинанда III в благодарность Деве Марии за защиту Праги от шведских войск в 1648 году. Имя архитектора неизвестно, но очевидно, что в качестве источника вдохновения служила Колонна Мира на площади перед базиликой Санта-Мария-Маджоре в Риме, ставшая образцом для многих чумных и троицких колонн по всей империи в XVII—XVIII веках. Скульптурный декор колонны был выполнен Яном Иржи Бендлом.
Колонна была снесена на глазах у толпы 3 ноября 1918 года группой жижковских пожарных, прослышавших, что сноса памятника требует Чехословацкий национальный комитет. Большая часть сохранившихся обломков оригинальной колонны и скульптур находится в Лапидарии Национального музея.

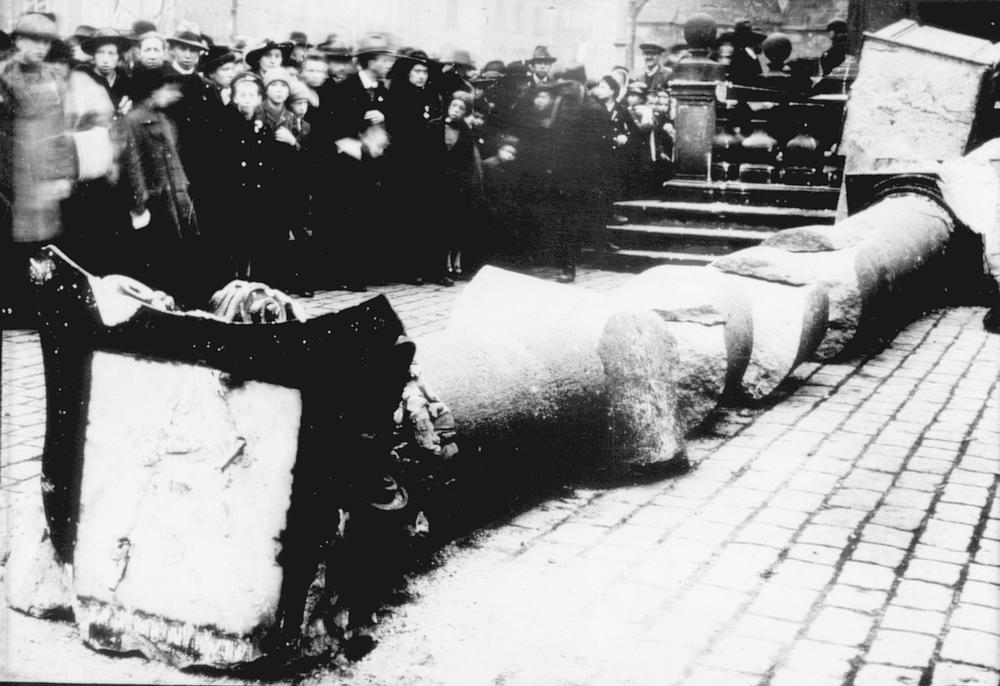
Обломки обрушенной оригинальной колонны

Попытки поставить вопрос о восстановлении Марианской колонны начались сразу после ее сноса. Историческая символика памятника и его возвращение на Староместскую площадь с самого начала вызвали споры, реставрация имела своих сторонников и противников среди профессиональной и непрофессиональной общественности. Сторонники утверждали художественную, историческую, религиозную и градостроительную ценность колонны, в то время как оппоненты воспринимали ее как символ национального притеснения в империи Габсбургов. Ещё одним аргументом служила невозможность точного восстановления статуи, поскольку на некоторые ее части сохранилось недостаточно документации. Реконструкция колонны несколько раз отклонялась, последний раз в сентябре 2017 года. Но в январе 2020 года очередной проект восстановления колонны был одобрен городским советом Праги, и вскоре после этого на площади начались строительные работы. Статуя Богоматери была установлена на новой колонне 4 июня, а 15 августа 2020 года она была торжественно освящена.